# Nemaschema limbicolle
Nemaschema limbicolle är en skalbaggsart som först beskrevs av Fauvel 1906.  Nemaschema limbicolle ingår i släktet Nemaschema och familjen långhorningar. Inga underarter finns listade i Catalogue of Life.